# Harrow & Wealdstone (Metropolitano de Londres)
Harrow & Wealdstone é uma estação do Metropolitano de Londres, da Watford DC Line e da West Coast Main Line em Harrow e Wealdstone, no Borough de Harrow. Fica a 18,31 quilômetros (11,38 mi) na linha da Estação Euston, em Londres. É também o terminal norte da Bakerloo Line e a estação seguinte a sul é a Estação de Kenton.
É servida pelos serviços do Metropolitano de Londres (Bakerloo Line), London Overground, London Northwestern Railway e Southern. A estação está localizada entre The Bridge (que se junta à extremidade sul da High Street) e Sandridge Close, com entradas que conduzem a ambas. É uma das estações mais antigas da região de Londres.
O Acidente ferroviário de Harrow & Wealdstone de 1952, que matou 112 pessoas, ocorreu na estação. Continua sendo o pior desastre ferroviário britânico em tempos de paz.

## História
A estação foi inaugurada pela London and Birmingham Railway (L&BR) como Harrow em 20 de julho de 1837 no que era então Middlesex rural. Na época em que a estação foi construída, a área era de campos e o assentamento grande mais próximo ficava em Harrow on the Hill cerca de 1,5 milhas (2,4 km) ao sul. Wealdstone era um conjunto de casas no extremo norte do que hoje é a Wealdstone High Street, cerca de 1 milha (1,6 km) ao norte da estação. Os edifícios da estação no lado sudoeste (Harrow) da estação são a parte mais antiga da estação, localizados ao lado do que eram as linhas rápidas até que as plataformas fossem usadas para a Euston posterior para Watford DC line e a linha principal os trilhos foram reencaminhados através das plataformas de linha lenta anteriores e novas plataformas (números 5 e 6) para o nordeste; um novo prédio maior da estação também foi erguido neste lado Wealdstone da estação em 1912. A passarela da estação foi originalmente construída com uma barreira central de altura total com passageiros usando o lado "Londres" e funcionários ferroviários e postais usando o lado "país" para mover mercadorias e correio por meio de elevadores que foram removidos no início dos anos 1970, deixando dois pacotes elevadores que servem as plataformas da linha DC para o restante tráfego postal.